# Référendum chilien de 1988
Le référendum chilien du 5 octobre 1988 ou Plébiscite chilien de 1988 fut organisé dans le cadre de l'application des dispositions transitoires (articles 27 à 29) de la constitution chilienne de 1980 pour décider de la prolongation au pouvoir jusqu'en 1997 du général Augusto Pinochet, exerçant la fonction de chef de l'État chilien à la suite du coup d'État militaire mené le 11 septembre 1973 contre le gouvernement du président Salvador Allende.
Le résultat fut négatif à 55,99 % des voix, contre 44,01 % de soutien au chef de la dictature militaire chilienne.
La victoire du « No » déboucha sur une transition démocratique avec l'élection d'un Congrès et d'un nouveau président de la République qui entra en fonction le 11 mars 1990.

## Contexte
À partir du début des années 1980, bien que les partis politiques de gauche soient interdits, l'opposition et le mouvement syndical parviennent à commencer à se réorganiser, donnant lieu à de nombreuses manifestations et grèves pendant cette période. Des centaines de personnes sont tuées lors de la répression de ces mouvements de protestation.
En parallèle, le Parti communiste et la frange la plus à gauche de l'opposition relancent la lutte armée contre le régime. L'armée chilienne est cependant la mieux formée et la mieux équipée de la région ; en 1986, un attentat organisé contre le général Pinochet échoue à tuer le dictateur.

## Origines du référendum
La constitution chilienne de 1980 prévoyait une période transitoire qui commencerait le 11 mars 1981 pour se terminer à la fin du mandat présidentiel de Pinochet soit le 11 mars 1989.
La constitution prévoyait qu'au moins 90 jours avant la fin du mandat présidentiel, les commandants en chef des forces armées, le directeur général des carabiniers ou, en l'absence d'unanimité, le conseil de sécurité nationale comprenant le contrôleur général de la République, devaient désigner celui qui occuperait la fonction du chef de l'État pour le mandat suivant de 8 ans, dont la ratification serait validé par un référendum plébiscitaire auprès de la population chilienne.
La constitution prévoyait que : 
- si la désignation du candidat est validée par référendum (option du Si), il entrerait en fonction à la date prévue du 11 mars 1989. Les dispositions permanentes de la Constitution entreraient totalement en vigueur impliquant l'organisation dans les neuf mois d'élections législatives pour désigner des députés et des sénateurs auxquels seraient transférés, trois mois plus tard, la totalité des pouvoirs législatifs détenus jusque-là par la junte de gouvernement.
- Si la désignation du candidat n'est pas validée par référendum (option du No), le mandat présidentiel du titulaire, en l'occurrence Augusto Pinochet, serait prorogé d'une année jusqu'au 11 mars 1990 tout comme les pouvoirs législatifs de la junte. Durant cette période, des élections législatives et présidentielles seraient organisées, au moins 90 jours avant la fin du mandat prorogé.

## Organisation
La loi no 18 556 organisa les conditions matérielles et citoyennes visant à mettre à jour les listes électorales — les listes électorales avaient été brûlées lors du coup d’État —, à partir du 1er octobre 1986 et qui devaient être remises à jour en cinq mois. Les registres électoraux furent ouverts le 25 février 1987 pour tous les citoyens chiliens, hommes et femmes, âgés de plus de 18 ans.
Près de 92 % des personnes en âge de s'inscrire effectuèrent les démarches administratives. Cette mobilisation électorale inquiéta tant l'opposition que le gouvernement. Pour les premiers, il existait la crainte de double inscription de la part de partisans des militaires, pour les seconds, c'était la crainte d'une mobilisation massive de tous les opposants à la dictature.
Les personnes exilées à l'étranger n'ont pas le droit de voter.
Parallèlement, conformément aux dispositions de la constitution prévoyant le retour du pluralisme, les partis politiques furent de nouveau légalisés par la loi no 18 603 du 23 mars 1987. Ainsi, pour la première fois, une dictature sud-américaine, non seulement rétablissait les partis politiques, mais convoquait un référendum plébiscitaire potentiellement révocatoire à son encontre.
Les débats furent vifs au sein des différents partis politiques, surtout ceux opposés à la dictature chilienne, sur l'opportunité de se faire enregistrer selon les termes législatifs et de reconnaître ainsi les lois de la dictature militaire. La grande majorité d'entre eux néanmoins décidèrent de se faire enregistrer leur permettant d'obtenir un statut officiel plusieurs mois avant la date du référendum et de mener une campagne électorale.
Dès le 2 février, 13 formations d'opposition appelèrent à participer au référendum et à voter No. Elles décidèrent de se regrouper dans une structure politique souple appelée Concertación de Partidos por el No (qui devint par la suite Concertation des partis pour la démocratie).
De leur côté, les partisans du Si s'organisèrent. En avril, les plus conservateurs et les plus proches des militaires formèrent l'Union démocrate indépendante. D'autres rejoignirent Rénovation nationale, plus divers politiquement, qui ne parvint pas à adopter une position unanime sur la question du soutien au Si ou au No, le plus important étant pour lui l'application des dispositions permanentes de la Constitution de 1980.
Le 7 juillet 1987, l'artisan de la victoire au plébiscite de 1980, Sergio Fernández, est nommé ministre de l'intérieur. Le 12 juillet, les commandants en chefs des forces armées et de le directeur général des Carabiniers se réunissent pour établir les formalités prévues par la constitution. Ils désignent Augusto Pinochet le 30 août comme candidat pour se succéder à lui-même à la présidence du Chili. La date du 5 octobre est retenue pour la convocation du référendum.
Le 31 août, 17 partis d'opposition (Parti démocrate-chrétien du Chili, MAPU, MAPU-OC, PADENA, le Parti humaniste du Chili, la Gauche chrétienne, l'union libérale républicaine, les Verts, le Parti national pour le Non, le Parti radical du Chili, le Parti radical-socialiste du Chili, le Parti social-démocrate, le parti Socialista-Almeyda, le parti Socialista-Núñez, le Parti socialiste historique, le Parti socialiste Mandujano, USOPO et le Parti pour la démocratie) publièrent dans un document officiel appelé "Principios básicos de institucionalidad democrática" que le triomphe du Non lors du référendum sera le point de départ vers un processus menant à reconstruire au Chili un véritable régime démocratique.
Une partie de la gauche ne croit pas que le régime reconnaitra sa défaite et refuse de soutenir la campagne du Non, estimant que le scrutin ne ferait que donner une légitimité au régime. Gonzalo Martner, qui deviendra président du parti socialiste dans les années 2000, se souvient : « Bien sûr nous avons été critiqués par la gauche radicale qui nous disait que nous n'allions faire que légitimer le régime, que nous étions dans l'illusion de penser que nous pourrions gagner ce plébiscite et déclencher un processus de retour à la démocratie. Vous savez, en politique, en général, et dans la lutte contre une dictature en particulier, il n'y a rien de donné à l'avance, donc éventuellement cette gauche radicale aurait pu avoir raison. »
La candidature de Pinochet, et donc du Sí, est de son côté appuyé par l'Union démocrate indépendante, la majorité de Renovación Nacional, par le Parti National pour le Oui, par le parti libéral pour le Oui, par le parti démocrate-radical, par le parti du Sud et par le parti Avangarde Nationale.

## Campagne référendaire

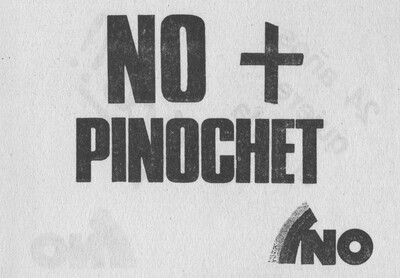
Tract pour le « non » à Pinochet

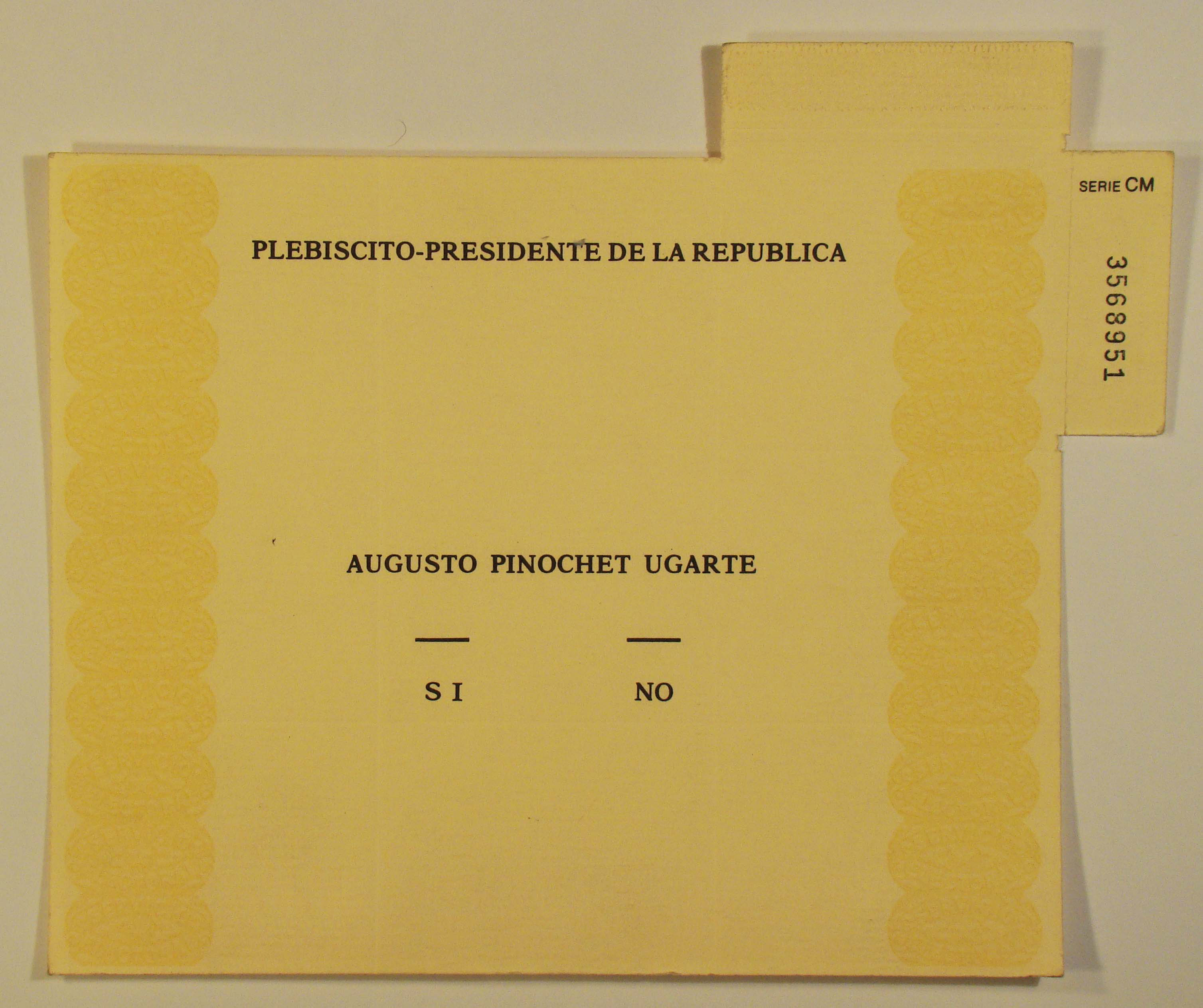
Bulletin de vote

La campagne référendaire commence le 5 septembre 1988 à 23h00. Pour la première fois, elle a également lieu à la télévision par le biais de spots de campagnes de 15 minutes chacune.
Sur le plan médiatique, les artisans du SI disposent d'avantages considérables. Si plusieurs journaux et revues de gauche circulent légalement, la grande presse reste acquise au régime. À la télévision, ces spots électoraux sont le seul espace de pluralisme.
En peu de temps, la supériorité technique du No apparaît non seulement au niveau des campagnes publicitaires mais aussi au niveau des slogans, de l'affichage (un arc en ciel symbole de pluralisme) et de l'argumentaire, ce que reconnaîtra plus tard le ministre de l'intérieur, Sergio Fernández. Le message de la Concertation se veut d'ailleurs positif et rassurant, axé sur un avenir meilleur, et non sur le passé, le coup d'État ou les violations des droits de l'Homme. Il prend d'ailleurs le soin de se démarquer du mandat de Salvador Allende, renversé par le coup d'État, promettant qu'une victoire du No ne signifie pas le retour au chaos et aux antagonismes qui avaient existé durant le gouvernement d'Allende.
De son côté, les partisans du Si axent leur campagne autour du souvenir des années du gouvernement de l'Unidad Popular et de Salvador Allende, dans le but d'en faire un repoussoir. En même temps, l'image de Pinochet est retravaillée par ses conseillers tentant de faire disparaître l'image du militaire sévère et rigide aux lunettes noires derrière celle d'un grand-père paternaliste et aimable. Les clips publicitaires ne manquent pas de le montrer auprès des chiliens, qu'ils soient célèbres ou inconnus, et de vanter le développement économique intervenu depuis son arrivée au pouvoir.
À partir du 22 septembre, des milliers de partisans du No organisent des défilés à partir de plusieurs villes du pays pour converger vers Santiago. Ceux du Sí le font à leur tour à partir du 2 octobre. 
Selon les sondages et enquêtes publiées, les motivations des électeurs du No sont essentiellement la mauvaise situation économique du pays (72 %), notamment la mauvaise répartition des revenus et des richesses, et les violations des droits de l'homme par la dictature (57 %).

## Les résultats du 5 octobre 1988
La veille du 5 octobre, des rumeurs d'un éventuel boycott du référendum par l'opposition parcourent le Chili ainsi que celles d'une éventuelle suspension par le gouvernement malmené dans les sondages. Les États-Unis et le Royaume-Uni obtiennent l'assurance que le général Pinochet reconnaîtra le résultat même s’il lui est défavorable. Pas moins de 7 435 913 électeurs sont attendus aux urnes. Les élections se déroulent calmement.
Les sondages effectués dans la journée annoncent une victoire du No. Vers 19 h 30, le sous-secrétaire à l'intérieur annonce que sur la base de 72 bureaux de vote, le Si remporte 58 % des suffrages. L'opposition commence à parler de manipulation des urnes. Plus tard dans la soirée, les commandants en chef de l'armée sont informés que le No devance le Si et demandent une entrevue avec le général Pinochet qui refuse.
À partir de 21 h, les estimations officielles et officieuses se contredisent mais progressivement, le Si recule et à 23 h 15, le comité pour des élections libres (non officiel) annonce la victoire du No par 55,2 % des voix contre 44,6 % au Si. Au même moment, la Dirección Nacional de Comunicación Social reçoit l'ordre d'interrompre toutes retransmissions télévisés et radiophoniques appelant à célébrer la victoire du No.  Parallèlement, le général Pinochet est lui aussi informé des résultats donnant, selon les dépouillements en cours, 53 % au no et est informé que cette avance est cette fois irrémédiable. À la télévision, Sergio Onofre Jarpa, président de Renovación Nacional débat tardivement avec Patricio Aylwin. Jarpa est l'un des premiers partisans du Si à confirmer la victoire du No à la télévision précipitant le début des manifestations de joies devant le palais de la Moneda.
C'est à plus de minuit que Pinochet réunit ses ministres, les informe des résultats du plébiscite et leur annonce sa démission. Une autre réunion a lieu également avec les membres des forces armées mais progressivement, les officiels du régime reconnaissent publiquement la victoire de l'opposition. À la remarque de Sergio Fernández selon laquelle le haut pourcentage des partisans du oui était exceptionnel et un motif d'orgueil dans le contexte, le général des forces armées lui fit demander pourquoi alors ils n'étaient pas en train de sabrer le champagne en cet instant. Un décret fut proposé à Pinochet par lequel il ne reconnaîtrait pas les résultats du plébiscite et assumerait tout le pouvoir. Ce projet de décret provoque l'hostilité de la majorité des membres du gouvernement. À l'issue de la réunion, Pinochet finit par reconnaître la défaite et ordonne la publication des résultats officiels. Ils sont publiés à 2 h du matin.
Le 6 octobre au matin, des milliers de Chiliens fêtent la victoire du no dans les rues des grandes villes du pays. Le général Pinochet intervient en uniforme à la télévision et, s'étant manifestement ravisé, confirme la continuation de l'application du processus électoral prévu par la constitution de 1980. De son côté, la Concertación informe le pape Jean-Paul II que le Chili était de nouveau une démocratie.

### Résultats nationaux
| Choix                  | Votes     | %     |
| ---------------------- | --------- | ----- |
| Pour                   | 3 119 110 | 44,01 |
| Contre                 | 3 967 579 | 55,99 |
|                        |           |       |
| Votes valides          | 7 086 689 | 97,73 |
| Votes blancs           | 70 660    | 0,97  |
| Votes nuls             | 94 594    | 1,30  |
| Total                  | 7 251 943 | 100   |
| Abstention             | 177 461   | 2,39  |
| Inscrits/Participation | 7 429 404 | 97,61 |

| Votes Pour (44,01 %) |  |  | Votes Contre (55,99 %) |
| ▲                    |  |  |                        |
| Majorité absolue     |  |  |                        |

### Résultats par région
| Région | Région                                           | Vote «Sí» | %       | Vote «No» | %       |
| I      | Région de Tarapacá                               | 75.849    | 44,71 % | 93 800    | 55,29 % |
| II     | Région d'Antofagasta                             | 84.259    | 39,32 % | 130 052   | 60,68 % |
| III    | Région d'Atacama                                 | 49.400    | 43,84 % | 63 293    | 56,16 % |
| IV     | Région de Coquimbo                               | 114 250   | 46,02 % | 133 997   | 53,98 % |
| V      | Région de Valparaíso                             | 324 058   | 42,69 % | 434 997   | 57,31 % |
| VI     | Région du Libertador General Bernardo O'Higgins  | 164 430   | 44,08 % | 208 574   | 55,92 % |
| VII    | Région du Maule                                  | 220 742   | 48,83 % | 231 348   | 51,17 % |
| VIII   | Région du Biobío                                 | 409 513   | 44,71 % | 506 513   | 55,29 % |
| IX     | Région d'Araucanie                               | 220 090   | 54,05 % | 187 071   | 45,95 % |
| X      | Région des Lacs                                  | 242 457   | 50,15 % | 240 984   | 49,85 % |
| XI     | Région Aisén del General Carlos Ibáñez del Campo | 19 238    | 49,99 % | 19 245    | 50,01 % |
| XII    | Région de Magallanes et de l'Antarctique chilien | 35 549    | 42,36 % | 48 372    | 57,64 % |
| RM     | Région métropolitaine de Santiago                | 1 159 275 | 40,98 % | 1 669 333 | 59,02 % |
| Total  | Total                                            | 3 119 110 | 44,01 % | 3 967 569 | 55,99 % |

## Conséquences

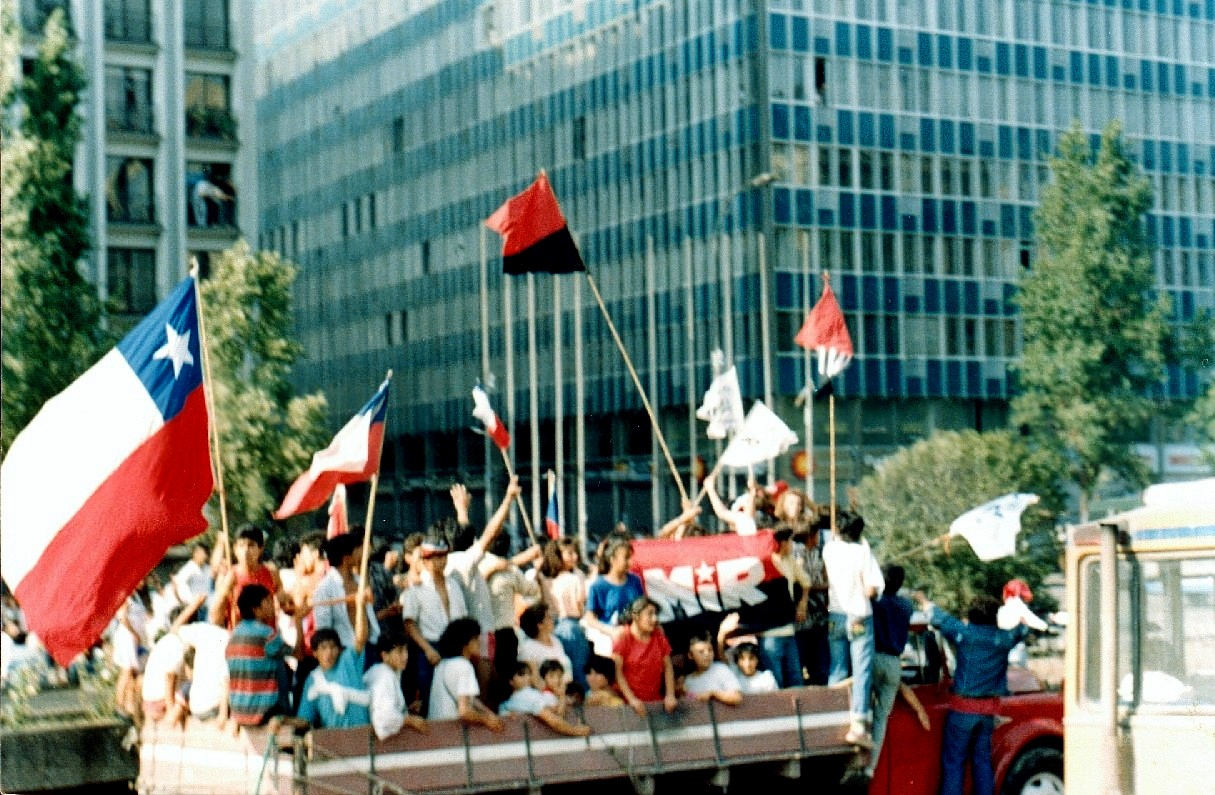
Manifestants célébrants la victoire du No sur l'avenue Libertador Bernardo O'Higgins à Santiago du Chili

La défaite de Pinochet conduit le pays à une transition démocratique qui s'achève le 11 mars 1990. Conformément à son mandat reçu lors du plébiscite de 1980, Pinochet reste ainsi le chef de l'État chilien pendant encore une année. La constitution est amendée pour mettre un terme aux différentes dispositions transitoires et permettre une transition consensuelle et pacifique. Ainsi, la loi constitutionnelle no 18 825 du 17 août 1989, négociée entre le gouvernement et les partis politiques chiliens, est préalablement soumise à référendum le 30 juillet 1989. Approuvée par 91,25 % des électeurs, la révision de la constitution comporte 54 réformes, donne au pluralisme politique une valeur constitutionnelle, renforce les droits constitutionnels et les principes démocratiques et encadre le recours à l'état d'urgence. Le référendum est suivi en décembre par une élection présidentielle qui aboutit à la victoire dès le premier tour de Patricio Aylwin, membre du Parti démocrate-chrétien et candidat de la Concertation des partis pour la démocratie, tandis que les élections parlementaires organisées simultanément donnent une majorité aux partis de cette dernière.
La victoire du No permet ainsi la fin de la dictature, et le retour de la démocratie au Chili.